# Onthophagus violetae
Onthophagus violetae är en skalbaggsart som beskrevs av Mario Zunino och Halffter 1997. Onthophagus violetae ingår i släktet Onthophagus och familjen bladhorningar. Inga underarter finns listade i Catalogue of Life.